# Ostrov Jamese Rosse
Ostrov Jamese Rosse (anglicky James Ross Island [ˌdžeimz ˌros ˈailənd]) je velký ostrov v Jižním oceánu u pobřeží Antarktidy, východně od nejsevernějšího výběžku Antarktického poloostrova, od kterého je oddělen průlivem prince Gustava. Ostrov Jamese Rosse (James Ross Island) není totožný s mnohem známějším ostrovem v Rossově moři pojmenovaným Rossův ostrov (Ross Island).

## Geografická charakteristika
Ostrov s rozlohou přibližně 2500 km² je velmi členitý a ze 70 až 80 % je pokryt ledovcem, který dosahuje nejvyšší výšky 1630 m n. m.

## Historie mapování
Oblast zmapovala v říjnu 1903 švédská antarktická expedice vedená Otto Nordenskjöldem. Jméno ostrov dostal po britském průzkumníkovi J. C. Rossovi, který při expedici v roce 1842 zhruba zakreslil množství míst na východní straně ostrova.

## Mendelova polární stanice
V severní odledněné části ostrova (Ulu Peninsula), která má rozlohu asi 160 km², je od roku 2007 zprovozněna česká Mendelova polární stanice, která je majetkem brněnské Masarykovy univerzity.

## Zajímavosti
Na ostrově byly v roce 1986 nalezeny fosilní pozůstatky prvního dinosaura objeveného v oblasti Antarktidy (v sedimentech geologického souvrství Snow Hill Island). Argentinští geologové Eduardo Oliveiro a Roberto Scasso nalezli zkamenělé pozůstatky středně velkého ankylosaura, který byl v roce 2006 pojmenován Antarctopelta oliveroi. V roce 2013 byl vědecky popsán další dinosaurus z tohoto místa, ornitopod Trinisaura santamartaensis.
Bylo také zjištěno že v období pozdní křídy (geologický věk kampán) byly v této oblasti velmi rozšířené rozsáhlé požáry, které značně ovlivňovaly podobu místní vegetace.